# Pelican Bay State Prison

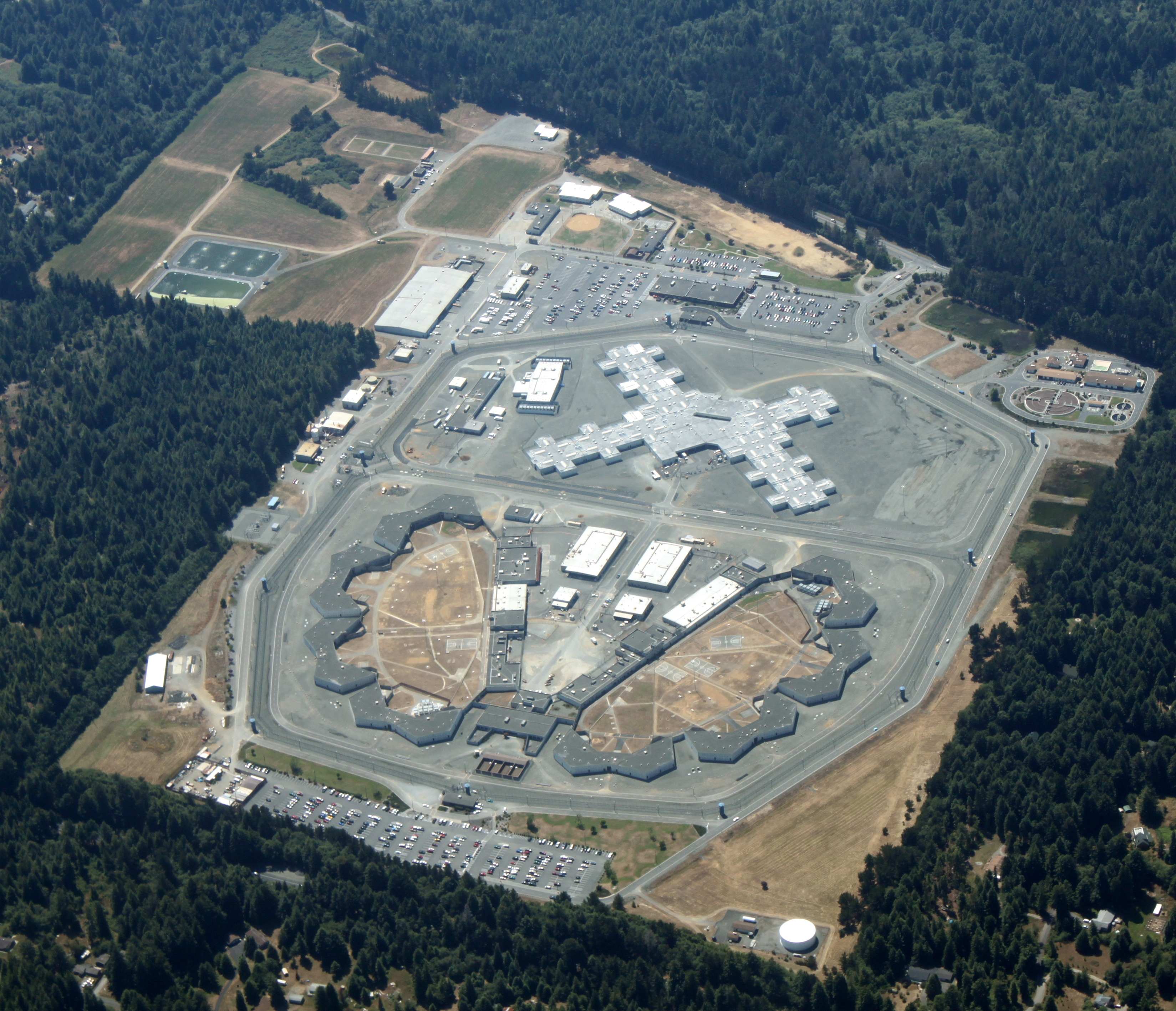
Luftaufnahme des Staatsgefängnisses Pelican Bay.

Das Pelican Bay State Prison ist eine staatliche Strafanstalt im US-Bundesstaat Kalifornien. Das Gefängnis befindet sich im Nordwesten des Bundesstaates auf dem Gemeindegebiet der Stadt Crescent City im Del Norte County auf einem etwa 1,1 km² großen Grundstück. Pelican Bay wird oft als Supermax-Haftanstalt bezeichnet, da einige der gefährlichsten Häftlinge des Bundesstaates in der besonders gesicherten Abteilung des Gefängnisses untergebracht sind. Betrieben wird die Strafvollzugseinrichtung vom California Department of Corrections and Rehabilitation, der Strafvollzugsbehörde des Bundesstaates Kalifornien.

## Konzeption
Im Jahre 1989 wurde die Strafanstalt Pelican Bay eröffnet, um die steigende Anzahl an Hochrisikoinhaftierten in Kalifornien unterbringen zu können. Das Gefängnis wurde in einer bewaldeten Gegend etwa 18 km von der Grenze der beiden Bundesstaaten Kalifornien und Oregon und absichtlich weit entfernt von den urbanen Zentren des Bundesstaates gebaut. Ursprünglich wurde Pelican Bay für die Aufnahme von 2550 Insassen gebaut, im Jahr 2006 befanden sich aber mehr als 3300 Häftlinge in der Strafanstalt, nahezu alle davon als „Level IV“-Insassen und damit als Hochrisikohäftlinge eingestuft. 
Die Anstalt ist grundlegend in zwei Teile aufgeteilt. Auf der einen Seite befindet sich jener Teil der Haftanstalt, in welchem normale Insassen mit Hochrisikohintergrund untergebracht sind. Diesen Häftlingen steht auch ein täglicher Hofgang und sportliche Ertüchtigung im Gefängnishof zu. Daneben existiert der besser bekannte Teil des Gefängnisses, die sogenannte „Secure Housing Unit“ (SHU), eine Hochsicherheits-Isolationsabteilung. Diese Abteilung ist im charakteristischen X-förmigen, weißen Gebäudeteil untergebracht, in dem sich ausschließlich Einzelzellen befinden und das mit einem elektrischen Zaun zusätzlich gesichert ist. Hier werden jene Insassen untergebracht, die als besonders gewalttätig bekannt sind und bei denen ein Bandenhintergrund vermutet wird. SHU-Häftlinge verbringen 22,5 Stunden am Tag in ihren Zellen und werden einzeln eine Stunde am Tag zur Bewegung in einen kleinen Innenhof der Anstalt geführt. Daneben existiert auch noch ein psychiatrischer Teil der SHU, in welchem Häftlinge mit psychischen Auffälligkeiten untergebracht werden können.

## Kritik und besondere Vorkommnisse
Übergriffe von Häftlingen auf andere Häftlinge und Gefängnisbedienstete gehören in Pelican Bay zum Alltag. Insbesondere Bandenbildung ist ein großes Problem innerhalb der Haftanstalt. Wie in vielen anderen US-amerikanischen Strafvollzugseinrichtungen existieren auch in Pelican Bay die großen und bekannten Banden, wie etwa die Mexican Mafia, Nuestra Familia, Black Guerrilla Family und die Aryan Brotherhood.
Daneben gibt es immer wieder massive Kritik an der Unterbringung in der SHU. Das häufig auftretende sogenannte „SHU-Syndrom“ ist vergleichbar mit dem posttraumatischen Stresssyndrom.

### Vaughn Dortch Fall
Im April 1992 wurde der psychisch gestörte Insasse Vaughn Dortch, der sich im psychiatrischen Teil der SHU befand, angewiesen, ein Bad zu nehmen, nachdem er sich selbst mit Fäkalien beschmiert hatte. Als dieser sich weigerte, wurde er unter Anwendung von Gewalt von mehreren Aufsehern in ein Becken mit heißem Wasser gedrückt, was Verbrühungen 3. Grades in seinen unteren Körperregionen zur Folge hatte. In der darauffolgenden Gerichtsverhandlung wurde dem Häftling wegen „unmenschlicher oder grausamer und erniedrigender Behandlung“ ein Schmerzensgeld von 997.000 US-Dollar zugesprochen.

### Madrid v. Gomez
In dieser gewaltigen Gerichtsverhandlung, in der es um die „grausame oder unmenschliche Behandlung“ von etwa 3.600 Insassen im Jahr 1993 ging, entschied der zuständige Bundesrichter, dass psychisch gestörte Häftlinge zukünftig nicht mehr in der normalen SHU abgesondert werden dürfen. Als Reaktion wurde der psychiatrische Teil der SHU eingerichtet. Zudem ordnete er an, dass ein zusätzlicher Beamter über die Einhaltung dieser Richtlinie zu wachen hätte.

### Aufstände
Am 23. Februar 2000 kam es im regulären Teil des Gefängnisses zwischen etwa 200 Gefangenen zu einer Auseinandersetzung, bei der sich die Gefangenen gegenseitig und auch die Aufseher attackierten. In weiterer Folge wurde von den Wachen auch scharfe Munition verwendet, wobei ein Gefangener getötet wurde und 15 weitere verletzt wurden. Nach etwa 30 Minuten konnte die Situation wieder unter Kontrolle gebracht werden. 19 Gefangene wurden während des Aufstandes durch Stiche oder Schläge verletzt, mehr als 90 Waffen wurden in der Folge konfisziert.

## Trivia
In der Fernsehserie Life sitzt der Hauptdarsteller Charlie Crews wegen eines Mordes 12 Jahre unschuldig in Pelican Bay ein. Als das Gefängnis im Jahre 1989 eröffnete, kam dort ein krimineller Freund der Punk-Rock-Band NOFX in Haft, wegen verschiedener schwerer Delikte wie mehrfache Vergewaltigung. In ihrer im Februar 2017 auf Deutsch erschienenen Autobiographie Die Hepatitis-Badewanne und andere Storys berichten die Bandmitglieder von ihrem straffälligen Freund, indem sie ihn mit dem geänderten Vornamen „Raymond“ nennen, um seine wahre Identität zu schützen.